# 伊藤遙香
伊藤遙香（日语：伊藤 はるか，3月1日—），日本女性配音員。出身於北海道。身高159cm。O型血。

## 人物簡介
專門學校札幌漫畫動畫學院、AIR AGENCY聲優養成所畢業。
2021年12月15日從AIR AGENCY離所，現在是自由身。

## 演出作品
※粗體字表示說明飾演的主要角色。

### 電視動畫
2015年
- 黑子的籃球（女學生B）
- 雙槍激鬥（女高中生）
- VALKYRIE DRIVE -MERMAID-（莉塔、海克瑟、居民）

2016年
- 最弱無敗神裝機龍（女學生A、女學生B）
- 魔法護士小麥R（女性SP1）
- 思念的碎片（千紗[5]）

2017年
- 天使的3P！（女子B、女高中生B）

2018年
- 偶像活動Friends！（鮎川惠留）

2019年
- 偶像夢幻祭（觀眾）

2020年
- Lapis Re:LiGHTs（費歐娜[6]）

### 遊戲
2014年
- 我家公主最可愛（莫妮卡·雷希巴）
- 蒼穹的Sky Galleon（哈托爾、蒿梅雅）

2015年
- 蒼穹的Sky Galleon（世理姬[7]、海貝[8]、愛忒拉波絲[8]、狄歐斯）
- 叛逆之刃（加雷特[9]）

2016年
- 問答RPG 魔法使與黑貓維茲（卡洛馬·斯、史旺）[10]
- 幻獸姬（妲己[11]）
- 女生宿舍！內褲收集（風合瀨那由多、五稜郭彩芽 等）
- 蒼穹的Sky Galleon（阿卡·瑪納[12]、阿科曼[12]）

2017年
- BLUE REFLECTION 幻舞少女之劍（真田凜[13]）

2018年
- 永恆連結 蒼穹追憶（路易絲[14]）

2019年
- 寶可夢大師（菜種[15]）

2021年
- Lapis Re：LiGHTs ～這個世界的偶像會用魔法～（費歐娜[16]）

### 廣播劇CD
- 呼吸系列 第6彈 ～雙子篇～
- 我讓最想被擁抱的男人給威脅了。 2（工作人員）

### 實境
- 我們的夏祭2015！（作為FRESH夏祭隊的一員演出，AT-X，2015年8月）

### 電視節目
※記號表示說明網路電視。
- supernova的Miru Cooking♡（2020年，YouTube）※

## 音樂作品

### 角色歌曲
| 發行日期 | 標題                   | 名義                  | 曲名                 | 備註                                                    |
| 2020年   | 2020年                 | 2020年                | 2020年               | 2020年                                                  |
| -------- | ---------------------- | --------------------- | -------------------- | ------------------------------------------------------- |
| 2月5日   | START the MAGIC HOUR   | supernova             | 「Trinity」 「RISE」 | 《Lapis Re：LiGHTs ～這個世界的偶像會用魔法～》相關歌曲 |
| 7月8日   | 我們的STARTRAIL/星象館 | Lapis Re:LiGHTS Stars | 「」                 | 電視動畫《Lapis Re：LiGHTs》片頭主題曲                  |
| 12月23日 | SKY FULL of MAGIC      | supernova             | 「」                 | 電視動畫《Lapis Re:LiGHTs》劇中插入歌                   |
| 12月23日 | SKY FULL of MAGIC      | supernova             | 「Rainy Mint」       | 《Lapis Re：LiGHTs ～這個世界的偶像會用魔法～》相關歌曲 |
| 12月23日 | SKY FULL of MAGIC      | Lapis Re:LiGHTS Stars | 「」                 | 《Lapis Re：LiGHTs ～這個世界的偶像會用魔法～》相關歌曲 |

## LIVE、活動

### 合同LIVE
| 出演日期      | 活動名稱                         | 會場                   |
| ------------- | -------------------------------- | ---------------------- |
| 2018年12月9日 | Gravity LIVE！LIVE！LIVE！ Vol.5 | Zher the ZOO（東京都） |

## 腳註

## 外部連結
- 伊藤遙香的X（前Twitter） （日語）